# Manuel Arana
Manuel Jesús Arana Rodríguez (Sevilla, 3 de diciembre de 1984) es un futbolista español. Juega de interior derecho.

## Trayectoria
Manuel Arana se formó en las categorías inferiores del Real Betis Balompié jugando desde el equipo juvenil hasta el segundo equipo, con el que debutó en Segunda División B la temporada 2003/04, no pudiendo el equipo salvar la categoría y descendiendo a la Tercera División de España.
En 2005 ficha por el Club Deportivo Castellón jugando en el equipo filial. Sus buenas actuaciones hacen que el 4 de octubre de 2006 debute con el primer equipo en partido de Copa del Rey ante el Cádiz Club de Fútbol. 
El 29 de junio de 2009 se hace público su fichaje por el Real Racing Club de Santander para las cuatro próximas temporadas.
Debutó en la Primera División de España en partido oficial con el Real Racing Club de Santander el día 30 de agosto de 2009 contra el Getafe Club de Fútbol en los Campos de Sport de El Sardinero.
Marcó su primer gol en Primera División el 19 de septiembre de 2009 en el partido frente al Málaga CF en La Rosaleda.
En la temporada 2012/13, tras el descenso del Racing a segunda división, Arana ficha por el Rayo Vallecano el último día del mercado de fichajes, aunque el centrocampista no contó con la confianza del técnico Paco Jemez y se desvinculó del club madrileño en enero de 2013 para firmar por el Real Club Recreativo de Huelva.
En el mercado de verano de la temporada 2014/2015, después de acabar contrato con el Real Club Recreativo de Huelva Arana ficha dos temporadas por el RCD Mallorca de segunda división.

## Clubes
| Club                           | Temporada | Liga     | Liga  | Copa     | Copa  | Europa   | Europa | TOTAL    | TOTAL |
| Club                           | Temporada | Partidos | Goles | Partidos | Goles | Partidos | Goles  | Partidos | Goles |
| ------------------------------ | --------- | -------- | ----- | -------- | ----- | -------- | ------ | -------- | ----- |
| Real Betis Balompié "B"        | 2004-05   |          |       |          |       |          |        |          |       |
| Club Deportivo Castellón "B"   | 2005-06   | 33       | 4     | -        | -     | -        | -      | 33       | 4     |
| Club Deportivo Castellón "B"   | 2006-07   | 32       | 7     | 0        | 0     | 0        | 0      | 32       | 7     |
| Club Deportivo Castellón       | 2006-07   | 1        | 0     | 2        | 0     | 0        | 0      | 3        | 0     |
| Club Deportivo Castellón       | 2007-08   | 26       | 6     | 0        | 0     | 0        | 0      | 26       | 6     |
| Club Deportivo Castellón       | 2008-09   | 41       | 8     | 3        | 0     | 0        | 0      | 44       | 8     |
| Real Racing Club de Santander  | 2009-10   | 31       | 4     | 3        | 0     | 0        | 0      | 34       | 4     |
| Real Racing Club de Santander  | 2010-11   | 14       | 1     | 1        | 0     | 0        | 0      | 15       | 1     |
| Real Racing Club de Santander  | 2011-12   | 28       | 2     | 2        | 0     | 0        | 0      | 30       | 2     |
| Rayo Vallecano                 | 2012-13   | 2        | 0     | 1        | 0     | 0        | 0      | 3        | 0     |
| Real Club Recreativo de Huelva | 2012-13   | 19       | 1     | 0        | 0     | 0        | 0      | 19       | 1     |
| Real Club Recreativo de Huelva | 2013-14   | 24       | 8     | 2        | 0     | 0        | 0      | 26       | 8     |
| Real Club Deportivo Mallorca   | 2014-15   | 32       | 8     | 0        | 0     | 0        | 0      | 32       | 8     |
| Real Club Deportivo Mallorca   | 2015-16   | 20       | 2     | 0        | 0     | 0        | 0      | 20       | 2     |
| Brisbane Roar                  | 2016-17   | 18       | 0     | 0        | 0     | 0        | 0      | 18       | 2     |
| Total en su carrera            | 10        | 283      | 49    | 14       | 0     | 0        | 0      | 297      | 32    |